# Wheeler Peak (Nuovo Messico)
Il Wheeler Peak è la montagna più alta del Nuovo Messico, con i suoi 4 011 metri. Si trova a nord-est di Taos e a sud di Red River, nella parte settentrionale dello stato, e a soli 3,2 km a sud-est delle piste da sci della Taos Ski Valley. Si trova sui Monti Sangre de Cristo, che a loro volta fanno parte delle Montagne Rocciose.
Precedentemente chiamata Taos Peak, dal nome dell'omonima città vicina, assunse la denominazione attuale nel 1950. Una targa sulla vetta afferma che il monte è: